# アダム・コールマン
アダム・コールマン（Adam Coleman、1991年10月7日 - ）は、トップ14ユニオン・ボルドー・ベグルに所属するラグビーユニオン選手。

## プロフィール
- オーストラリア・ホバート出身。
- ポジションはロック(LO)。
- 身長 207cm、体重 122kg
- オーストラリア代表通算キャップ数は38でラグビーワールドカップ2019のオーストラリア代表に選ばれた[1]。
- トンガ代表キャップは5(2024年10月現在）でラグビーワールドカップ2023のトンガ代表に選ばれた。

## 略歴
ワラターズ、フォース、パース・スピリット、レベルズを経て、2019年、ロンドン・アイリッシュに加入。 
2023年、ボルドーに加入。